# Paratodos (canção)
"Paratodos" é uma canção do cantor e compositor brasileiro Chico Buarque, lançada em 1993, presente no álbum de mesmo nome.

## Composição
A letra da canção faz uma analogia entre a sua vida e de seus ancestrais, e cita vários artistas da Música Popular Brasileira.
Na canção são mencionados, em ordem de aparição:
- Antonio Brasileiro;[nota 1]
- Dorival Caymmi;
- Jackson do Pandeiro;
- Ary Barroso;
- Vinicius de Moraes;
- Nelson Cavaquinho;
- Luiz Gonzaga;
- Pixinguinha;
- Noel Rosa;
- Cartola;
- Orestes Barbosa;
- Caetano Veloso;
- João Gilberto;
- Erasmo Carlos;
- Jorge Ben Jor;
- Roberto Carlos;
- Gilberto Gil;
- Hermeto Pascoal;
- Edu Lobo;
- Bituca;[nota 2]
- Nara Leão;
- Gal Costa;
- Maria Bethânia;
- Rita Lee; e
- Clara Nunes.

## Créditos
Créditos adaptados do Discos do Brasil.
- Chico Buarque – Composição
- Chico Batera – Percussão
- João Rebouças – Teclados
- Cidinho – Percussão
- João Daltro de Almeida – Violino
- Rildo Hora – Gaita (Harmônica)
- Luiz Cláudio Ramos – Arranjo, violão e guitarra
- Dominguinhos – Acordeon
- Franklin Corrêa da Silva (Franklin da Flauta) – Flauta
- Marçal (Nilton Delfino Marçal) – Percussão
- Jorge Helder – Baixo Elétrico
- Wilson das Neves – Bateria
- Jesuína Noronha Passaroto – Viola de Arco
- Alceu de Almeida Reis – Violoncelo
- Marcelo Bernardes – Flauta
- José Alves da Silva – Violino
- João Rebouças – Piano